# Велика Вия
Велика Вия́ (рос. Большая Выя) — селище у складі Нижньотуринського міського округу Свердловської області.
Населення — 221 особа (2010, 214 у 2002).
Національний склад населення станом на 2002 рік: росіяни — 91 %.